# Jon Lancaster

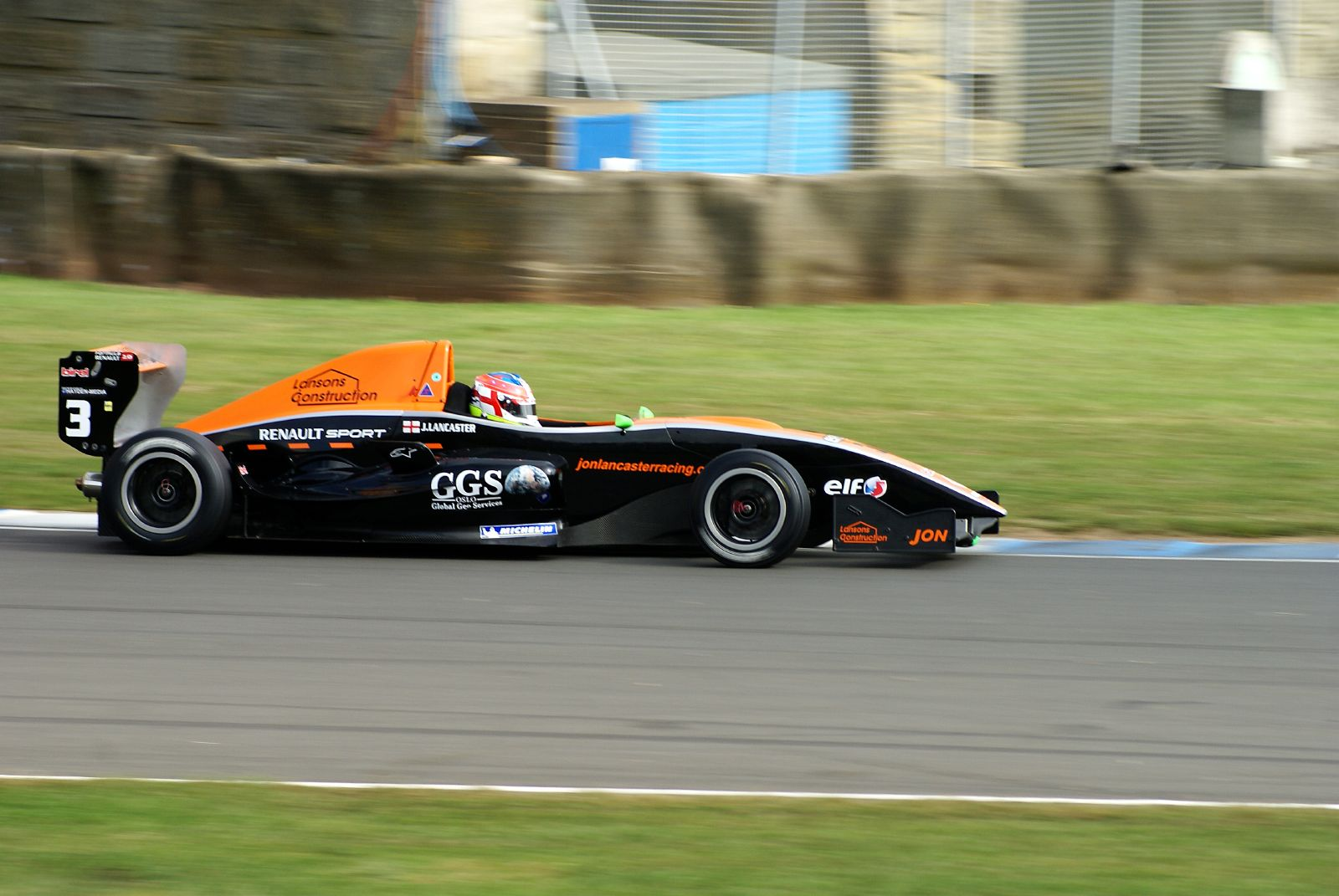
Jon Lancaster em 2007.

Jon Lancaster (Leeds, 10 de dezembro de 1988) é um automobilista britânico.

## Biografia
Lancaster fez sua estreia na GP2 Series em 2012, pilotando para a equipe Ocean Racing Technology e tendo como companheiro o novato Nigel Melker. Foi substituído por Brendon Hartley após a primeira etapa da temporada por razões orçamentárias. Em 8 de maio de 2013, a equipe recém-chegada na GP2 Hilmer anunciou que Lancaster iria se juntar ao campeão da Fórmula Renault e Robin Frijns piloto de teste da Sauber para a terceira etapa da temporada de 2013 da GP2 Series.